# SV Darmstadt 98
SV Darmstadt 98 je nemški nogometni klub iz Darmstadta. Klub je bil ustanovljen 22. maja 1898 kot FC Olympia Darmstadt. V začetku leta 1919 je bila klubska zveza znana kot Rasen-Sportverein Olympia, preden se je združila z Darmstädter Sport Club 1905 11. novembra istega leta, da je nastal Sportverein Darmstadt 98. Aktualno igra v 2. Bundesligi.
Danes so nogometaši le del tega kluba, ki šteje okoli 5.500 članov, skupaj z atleti, košarkarji, pohodniki, judoisti, namiznotenisači in cheerleaderji.